# 아키타 은행
아키타 은행(秋田銀行 아키타긴코[*])은 일본의 지방은행이다. 아키타현을 주된 영업 지역으로 하고 있다.

## 같이 보기
- 일본의 은행 목록